# Shelley Sekula-Gibbs
Shelley Sekula-Gibbs (Floresville, 22 giugno 1953) è una politica statunitense, membro della Camera dei Rappresentanti per lo stato del Texas dal 2006 al 2007.

## Biografia
Nata a Floresville in una famiglia di ascendenze ceche, tedesche e polacche, Shelley Sekula si laureò in medicina presso la University of Texas Medical Branch e si specializzò in dermatologia per poi aprire uno studio medico privato a Houston. Si sposò tre volte ed ebbe due figli.
Entrata in politica con il Partito Repubblicano, nel 2001 fu eletta all'interno del consiglio comunale di Houston, dove restò per i successivi cinque anni.
Quando nel 2006 il deputato Tom DeLay rassegnò le dimissioni dalla Camera dei Rappresentanti in seguito ad uno scandalo che l'aveva coinvolto, vennero indette delle elezioni speciali per determinare un sostituto provvisorio che avrebbe portato a termine il suo mandato. La Sekula-Gibbs vi prese parte, candidandosi inoltre alle elezioni parlamentari generali, che si tenevano nella stessa tornata e che avrebbero eletto un nuovo deputato per un mandato pieno. Nelle elezioni parlamentari affrontò come avversario principale l'ex deputato democratico Nick Lampson, che però non prese parte alle elezioni speciali, lasciando la Sekula-Gibbs a concorrere con avversari minori. In conseguenza di ciò, la donna riuscì ad aggiudicarsi la vittoria nelle elezioni speciali ma non nelle elezioni parlamentari per ottenere un mandato pieno, che vennero invece vinte da Lampson. La Sekula-Gibbs si trovò così nell'insolita situazione di vincere e perdere le elezioni nello stesso giorno, che la mise nelle condizioni di rivestire il ruolo di cosiddetta anatra zoppa: il suo mandato, che ebbe inizio una settimana dopo le elezioni speciali, terminò due mesi dopo con l'insediamento di Lampson.
Due anni dopo la Sekula-Gibbs tentò di rientrare al Congresso, candidandosi nuovamente per il seggio. Nelle primarie repubblicane avanzò al ballottaggio contro Pete Olson ma fu sconfitta, raccogliendo solo il 31% delle preferenze.